# سيغيفريدو مركادو
سيغيفريدو مركادو (بالإسبانية: Sigifredo Mercado)‏ (مواليد 21 ديسمبر 1968) هو لاعب كرة قدم. يلعب مع منتخب المكسيك لكرة القدم. سبق له أن لعب في كأس العالم لكرة القدم مع منتخب بلاده.

## روابط خارجية
- سيغيفريدو مركادو على موقع قاعدة بيانات كرة القدم.إي يو (الإنجليزية)
- سيغيفريدو مركادو على موقع ناشيونال فوتبول تيمز (الإنجليزية)
- سيغيفريدو مركادو على موقع Soccerway.com (الإنجليزية)